# Smrtna kazen

Legenda:

- modra: odpravljena za vse zločine
- zelena: odpravljena za navadne zločine
- oranžna: odpravljena v praksi
- rdeča: zakonita oblika kazni

Smrtna kazen je zakonsko urejen inštrument uboja zapornika kot kazen za zločin, ki v neki družbi velja za težkega. Nekateri pravni sistemi, ki uporabljajo smrtno kazen, jo omejujejo kot kazen za manjše število kaznivih dejanj, kot sta veleizdaja in umor. Zaporniki, ki jih obsodijo na smrt, so med čakanjem na izvršitev kazni navadno ločeni od sojetnikov.
Zgodovinsko - v nekaterih pravnih sistemih pa še dandanes - se je smrtna kazen uporabljala za širši nabor kaznivih dejanj, denimo za rop ali tatvino. Uporabljala jo je tudi vojska kot kazen za nepooblaščeno plenjenje, nepokorščino, upor, dezertacijo, itd.
Večina držav je zaradi etičnih razlogov in zaradi nepopravljivosti ob morebitni sodni napaki smrtno kazen odpravila (glej raba smrtne kazni po svetu). V Sloveniji so zadnjo smrtno kazen izvedli leta 1959 leta 1989 pa so jo tudi uradno odpravili. Po letnem poročanju ustanove Amnesty International so v letu 2004 izvedli 3797 usmrtitev v 25 državah, od tega kar 3400 v Ljudski republiki Kitajski. Med letoma 1990 in 2003 so, kot poroča isti vir, na svetu povprečno usmrtili 2242 zapornikov letno; LR Kitajska več kot 20.000.
Zadnji obsojenec, nad katerim je bila na slovenskem izvršena smrtna kazen, je bil Franc Rihtarič s skoraj sedemdesetimi kaznivimi dejanji, od ropov do antikomunizma, najhujši zločin pa je bil uboj miličnika leta 1955. 30. oktobra 1959 so ga ustrelili v gramozni jami blizu Hoč. V spomin zadnjemu na smrt obsojenemu na Slovenskem je Zdenko Kodrič napisal knjigo Blaženi Franc Rihtarič, ta pa je bila navdih kantavtorju Petru Andreju iz Ruš, ki je napisal in uglasbil pesem: »Balada o Francu Rihtariču«.
Zadnjo smrtno kazen na slovenskih tleh je 1982 v Kopru izrekel senat petih sodnikov, med katerimi je kot prvostopenjski sodnik sodeloval tudi poznejši vrhovni sodnik Branko Masleša. Smrtna kazen je bila izrečena obtoženemu petkratnega umora v okolici Kopra. Do izvršitve kazni ni prišlo, saj je bila kazen v pritožbenem postopku spremenjena v dvajsetletno zaporno kazen.